# Ayman Yahya
Ayman Yahya (ur. 14 maja 2001 w Rijadzie) – saudyjski piłkarz jemeńskiego podchodzenia, grający na pozycji napastnika w Al-Nassr oraz reprezentacji Arabii Saudyjskiej.

## Kariera klubowa
Jest wychowankiem klubu Al-Nassr, w 2019 przeszedł do jego seniorskiej drużyny. W styczniu 2022 został wypożyczony do końca sezonu do Al-Ahli Dżudda.